# 4A Engine
4A Engine es un motor de juego desarrollado por la compañía ucraniana 4A Games para ser usado por primera vez en Metro 2033, publicado por THQ el 16 de marzo de 2010 . 4A Engine es un motor interno de la empresa y no se ofrece para licencias. El motor utiliza API DirectX con las versiones 9, 10 , 11 y 12 , OpenGL con las versiones 3.2 y 4, así como tecnología de Nvidia : motor de física PhysX, Nvidia 3D Vision , Nvidia HairWorks y Nvidia RTX.

## Desarrollo
El motor fue desarrollado en Ucrania por un grupo de personas que fueron despedidas (según otra versión, se fueron voluntariamente) de GSC Game World un año antes de que STALKER Shadow of Chernobyl fuera lanzado. En primer lugar, estos son Oles Shishkovtsov y Alexander Maximchuk, que trabajaron como programadores en el desarrollo del motor X-Ray Engine usado en la serie de juegos de PC STALKER. El motor fue creado originalmente con la capacidad de ejecutarse en Microsoft Windows, Xbox 360 y PlayStation 3. Sin embargo, la versión de "Metro 2033" para PlayStation 3 no fue lanzada.
Shishkovtsov y sus colegas dejaron la compañía durante el desarrollo de STALKER debido a problemas con el motor X-Ray Engine. Según Olesya, no era compatible con subprocesos múltiples, estaba equipado con un modelo de red débil e insatisfactorio, recursos y memoria mal administrados, que en general no permitían la transmisión de datos, ni el nivel general de sus capacidades para las consolas de próxima generación. Además, en sus propias palabras, el motor tenía "secuencias de comandos de texto terrible" (X-Ray se escribió en 2000), lo que llevó a retrasos en el primer juego de la saga STALKER.
El juego "Metro 2033" demostró una implementación bastante buena de niebla volumétrica, doble precisión en los cálculos de PhysX, desenfoque de objetos, subsuperturas rotas para sombreados de recubrimiento, mapeo de paralaje para todas las superficies y detalles geométricos altos con objetos LOD que no requieren demasiados recursos.
Gracias al uso de PhysX, el motor ha recibido muchas posibilidades, por ejemplo, un entorno destructible , simulación de curvas en la ropa, olas en el agua y otros elementos que están completamente influenciados por el entorno. La parte de sonido en el motor tiene soporte para posicionamiento 3D, creando la impresión de espacio y la ubicación de la fuente de sonido.

## Controversia
Se cree que este motor se basa en el motor X-Ray Engine usado en la serie de juegos STALKER, y no es un desarrollo original. Posteriormente, esto dio lugar a un escándalo. Shishkovtsov al mismo tiempo argumentó que portar el motor original a la consola sería extremadamente difícil, por lo que sería igual de difícil que el 4A Engine estuviera basado en el X-Ray Engine.

## Juegos que utilizan 4A Engine
| Juegos            | Fecha de estreno      | Detalles                                                                                          |
| ----------------- | --------------------- | ------------------------------------------------------------------------------------------------- |
| Metro 2033        | 18 de marzo de 2010   | El primer juego en usar 4A Engine.                                                                |
| Metro: Last Light | 17 de mayo de 2013    | La continuación de la trama de Metro 2033.                                                        |
| Metro Redux       | 26 de agosto de 2014  | Rematerizacion de Metro 2033 y Metro: Last Light.                                                 |
| Arktika.1         | 10 de octubre de 2017 | Juego de disparos en primera persona desarrollado exclusivamente para Oculus Rift y Oculus Touch. |
| Metro Exodus      | 15 de febrero de 2019 | La continuación de la trama de Metro: Last Light.                                                 |